# 藤原武智麻呂

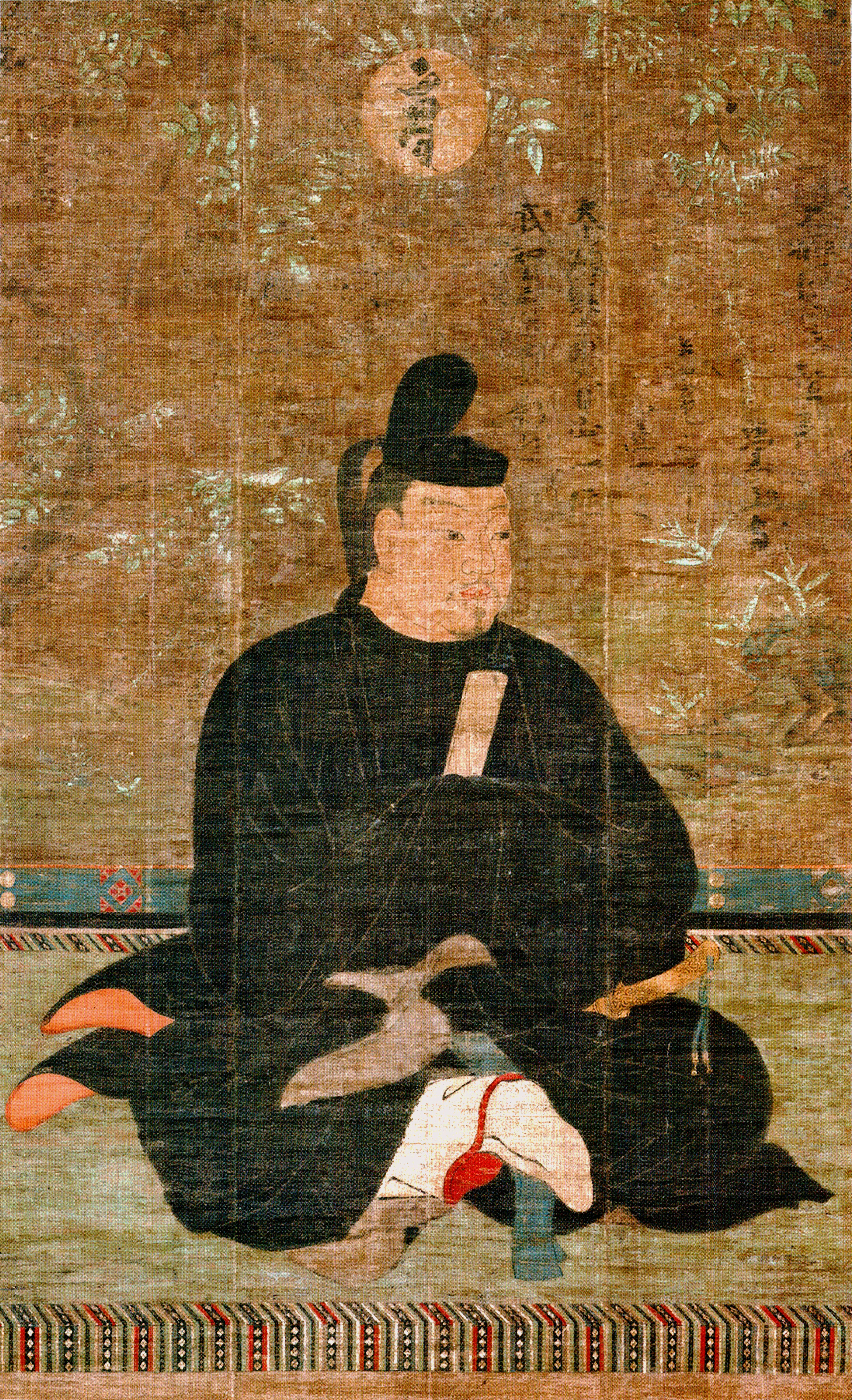
藤原武智麻呂像（藏）

藤原 武智麻呂（ふじわら の むちまろ）（天武天皇9年（680年） - 天平9年7月25日 （737年8月29日））是飛鳥時代至奈良時代的貴族及政治家。右大臣藤原不比等的長男、藤原四兄弟中的長兄，藤原南家之祖。

## 生涯
和銅4年（711年），藤原武智麻呂任職從五位上。和銅5年（712年），擔任近江守。養老2年（718年），官至式部卿。父親藤原不比等逝世後，於養老5年（721年）成為藤原氏一族的代表。長屋王任右大臣時，武智麻呂晉升為從三位中納言。同年，兼造宮卿。神龜元年（724年）、首皇子即位成為聖武天皇後，武智麻呂與二弟藤原房前一同升至正三位。神龜5年晩秋，武智麻呂召開詩文會，當時的學者皆以能踞一席之地為榮。
神亀6年（729年）武智麻呂与兄弟策划长屋王之变，使長屋王倒台後，武智麻呂晉升為大納言。天平3年（731年），武智麻吕代替逝世的大伴旅人兼任大宰帥。天平6年（734年），藤原武智麻呂就任從二位的右大臣。天平9年（737年）7月，武智麻呂患上了當時流行的天花 （天平疫病大流行），於7月25日臨終時，武智麻呂在床上接受了正一位左大臣的任命後死去，當時57歲。
由于藤原四兄弟皆於這次的天花流行病中相繼病死，藤原四子政權也迎來了終結。因為四兄弟的兒子年輕，藤原氏一度沒落，持續到孝謙朝，武智麻呂之子丰成及其後的仲麻呂才復興。武智麻呂死後、於天平寶字4年（760年），被追贈為太政大臣。

## 系譜
- 父：藤原不比等
- 母：蘇我娼子（日语：蘇我娼子）（蘇我連子的女兒）
- 妻：貞媛 - 阿倍貞吉或阿倍真虎之女、阿倍御主人之孫
  - 長男：藤原丰成（704-766）
  - 次男：藤原仲麻呂（706-764）
- 妻：紀麻呂的女儿
  - 三男：藤原乙麻呂（？-760）
- 妻：阿祢姫 - 小治田功麻呂之女
  - 四男：藤原巨勢麻呂（？-764）
- 生母不明 
  - 女子：南殿（?-748）（聖武天皇夫人）

## 关連項目
- 藤原氏
- 藤原四兄弟